# Équipe d'Espagne des moins de 20 ans de football
Cet article traite de l'équipe masculine. Pour l'équipe féminine, voir Équipe d'Espagne féminine de football des moins de 20 ans.
Maillots
L'équipe d'Espagne des moins de 20 ans ou Espagne U20 est une sélection de footballeurs de moins de 20 ans au début des deux années de compétition placée sous la responsabilité de la Fédération royale espagnole de football. Elle a été championne du monde en 1999.

## Bilan dans les compétitions internationales

### En coupe du monde
| Année | Tour          | J             | G             | N             | D             | BP            | BC            |
| ----- | ------------- | ------------- | ------------- | ------------- | ------------- | ------------- | ------------- |
| 1977  | 1er tour      | 3             | 1             | 1             | 1             | 3             | 3             |
| 1979  | 1/4 finale    | 4             | 2             | 1             | 1             | 3             | 2             |
| 1981  | 1er tour      | 3             | 0             | 2             | 1             | 5             | 7             |
| 1983  | Non qualifiée | Non qualifiée | Non qualifiée | Non qualifiée | Non qualifiée | Non qualifiée | Non qualifiée |
| 1985  | Finaliste     | 6             | 2             | 2             | 2             | 8             | 8             |
| 1987  | Non qualifiée | Non qualifiée | Non qualifiée | Non qualifiée | Non qualifiée | Non qualifiée | Non qualifiée |
| 1989  | 1er tour      | 3             | 1             | 0             | 2             | 4             | 7             |
| 1991  | 1/4 finale    | 4             | 2             | 1             | 1             | 8             | 3             |
| 1993  | Non qualifiée | Non qualifiée | Non qualifiée | Non qualifiée | Non qualifiée | Non qualifiée | Non qualifiée |
| 1995  | Demi-finale   | 6             | 4             | 0             | 2             | 19            | 12            |
| 1997  | 1/4 finale    | 5             | 4             | 0             | 1             | 10            | 3             |
| 1999  | Champion      | 7             | 5             | 2             | 0             | 16            | 5             |
| 2001  | Non qualifiée | Non qualifiée | Non qualifiée | Non qualifiée | Non qualifiée | Non qualifiée | Non qualifiée |
| 2003  | Finaliste     | 7             | 5             | 0             | 2             | 8             | 4             |
| 2005  | 1/4 finale    | 5             | 4             | 0             | 1             | 17            | 4             |
| 2007  | 1/4 finale    | 5             | 3             | 2             | 0             | 13            | 8             |
| 2009  | 1/8 finale    | 4             | 3             | 0             | 1             | 14            | 3             |
| 2011  | 1/4 finale    | 5             | 3             | 2             | 0             | 13            | 4             |
| 2013  | 1/4 finale    | 5             | 4             | 0             | 1             | 9             | 4             |
| 2015  | Non qualifiée | Non qualifiée | Non qualifiée | Non qualifiée | Non qualifiée | Non qualifiée | Non qualifiée |
| 2017  | Non qualifiée | Non qualifiée | Non qualifiée | Non qualifiée | Non qualifiée | Non qualifiée | Non qualifiée |
| 2019  | Non qualifiée | Non qualifiée | Non qualifiée | Non qualifiée | Non qualifiée | Non qualifiée | Non qualifiée |
| 2023  | Non qualifiée | Non qualifiée | Non qualifiée | Non qualifiée | Non qualifiée | Non qualifiée | Non qualifiée |
| Total | 15/23         | 72            | 43            | 13            | 16            | 150           | 77            |

## Récompenses personnelles
En plus des nombreuses victoires finales, certains joueurs ont également remporté des récompenses individuelles :
| Année | Soulier d'or      |
| 1985  | Losada Fernando   |
| 1995  | Joseba Etxeberria |
| 1999  | Pablo Couñago     |
| ----- | ----------------- |

## Joueurs

### Les plus capés
| Classement | Joueurs         | Club(s)                 | Année(s)  | Sélections |
| ---------- | --------------- | ----------------------- | --------- | ---------- |
| 1          | Pablo Couñago   | Celta de Vigo, Numancia | 1998–1999 | 13         |
| 1          | Jaime Gavilán   | Valencia, Tenerife      | 2003–2005 | 13         |
| 1          | Francisco Jusué | Osasuna                 | 1998–1999 | 13         |
| 4          | Pablo Orbaiz    | Osasuna                 | 1998–1999 | 12         |
| 4          | Rubén Suárez    | Sporting de Gijón       | 1998–1999 | 12         |
| 6          | Sergio García   | Barcelone               | 2003      | 11         |
| 6          | Aarón           | Rangers, Celta de Vigo  | 2009      | 11         |
| 6          | Dani Parejo     | Real Madrid, Getafe     | 2009      | 11         |
| 6          | Carlos Peña     | Barcelone               | 2003      | 11         |
| 6          | Juanfran        | Real Madrid             | 2003–2005 | 11         |

Note : Le club est celui dans lequel le joueur évoluait lorsqu'il a été sélectionné

### Les meilleurs buteurs
| Classement | Joueur            | Club(s)                  | Année(s)  | Buts en sélection |
| ---------- | ----------------- | ------------------------ | --------- | ----------------- |
| 1          | Joseba Etxeberria | Real Sociedad            | 1995      | 7                 |
| 1          | Sergio García     | Barcelone                | 2003      | 7                 |
| 1          | Aarón             | Rangers, Celta de Vigo   | 2009      | 7                 |
| 4          | Pablo Couñago     | Celta de Vigo, Numancia  | 1998–1999 | 6                 |
| 5          | Fernando Llorente | Athletic Bilbao          | 2005      | 5                 |
| 5          | Adrián López      | Deportivo La Corogne     | 2007      | 5                 |
| 7          | Emilio Nsue       | Castellón, Real Sociedad | 2009      | 4                 |
| 7          | David Silva       | Eibar                    | 2005      | 4                 |
| 7          | Ismael Urzaiz     | Real Madrid              | 1989–1991 | 4                 |

Note: Le club est celui dans lequel le joueur évoluait lorsqu'il a marqué ces buts.